# (18734) Darboux
(18734) Darboux (1998 MY1) – planetoida z grupy pasa głównego asteroid okrążająca Słońce w ciągu 4,31 lat w średniej odległości 2,65 j.a. Odkryta 20 czerwca 1998 roku.